# Lugalanda

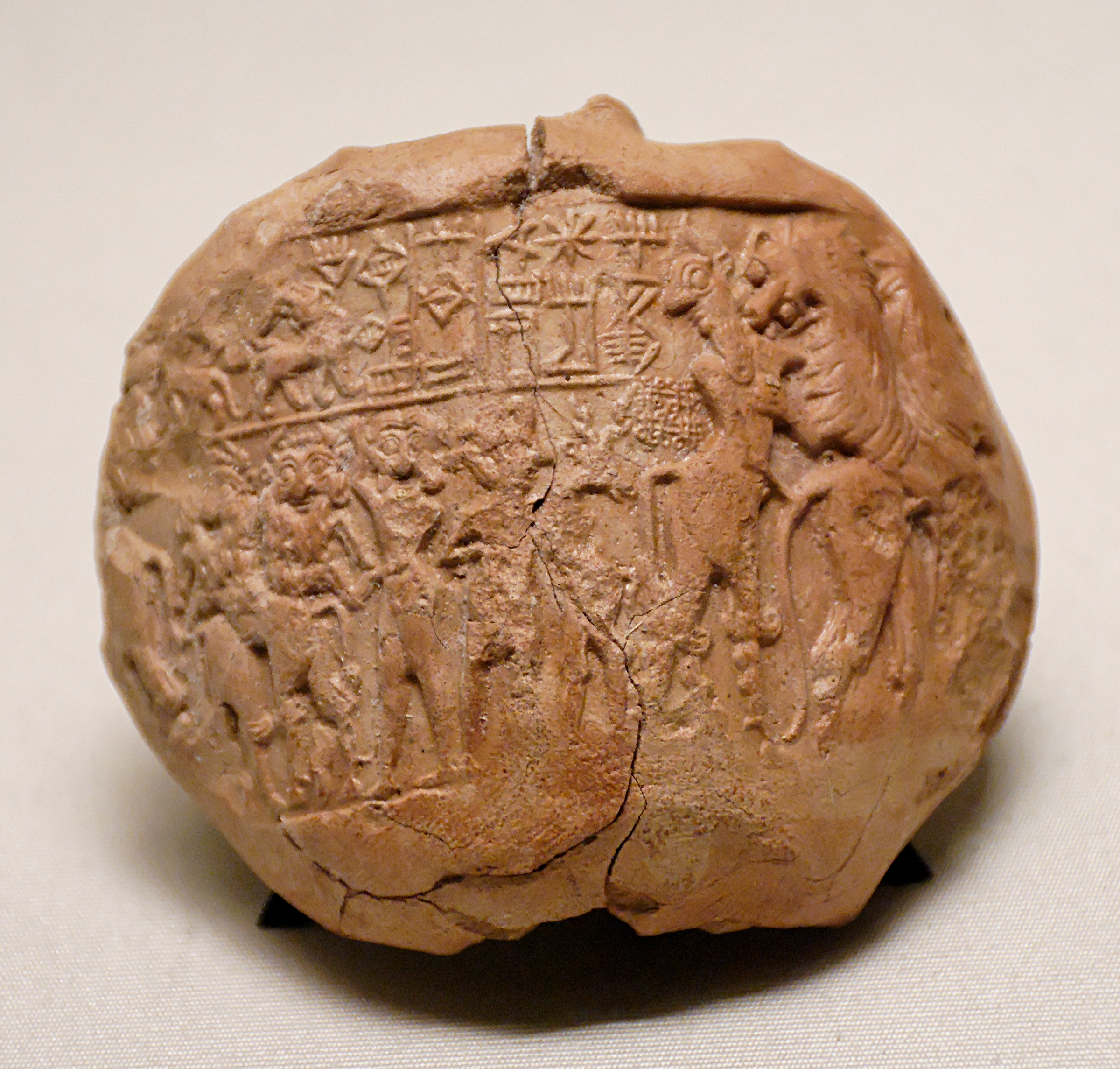
Odcisk pieczęci cylindrycznej władcy Lagaszu, Lugalandy; znaleziony w Girsu (ob. Tall Luh); zbiory Luwru (AO 13219).

Lugalanda – syn i następca Enentarziego na tronie sumeryjskiego miasta-państwa Lagasz; panujący ok. 2400 r. p.n.e.; odsunięty od władzy w wyniku przewrotu, który na tron Lagaszu wprowadził Urukaginę.